# 4908 Ward
4908 Ward è un asteroide della fascia principale. Scoperto nel 1933, presenta un'orbita caratterizzata da un semiasse maggiore pari a 2,1893625 UA e da un'eccentricità di 0,2336276, inclinata di 4,56608° rispetto all'eclittica.